# 杰哈纳巴德
杰哈纳巴德（Jehanabad），是印度比哈尔邦Jehanabad县的一个城镇。总人口81723（2001年）。

## 人口
该地2001年总人口81723人，其中男性43992人，女性37731人；0—6岁人口13340人，其中男7135人，女6205人；识字率62.97%，其中男性为70.34%，女性为54.39%。